# Liga Mexicana de Béisbol 1982
La Temporada 1982 de la Liga Mexicana de Béisbol fue la edición número 58. Para esta temporada hubo un cambio de sede, los Algodoneros de Unión Laguna pasan a ser los Astros de Monclova. Los equipos se mantienen divididos en la Zona Norte y Zona Sur, a su vez se subdividen en la división este y oeste para formar las cuatro divisiones de cuatro equipos cada una.
En la Serie Final los Indios de Ciudad Juárez obtuvieron el único campeonato de su historia al derrotar en 4 juegos a los Tigres Capitalinos. El mánager campeón fue José "Zacatillo" Guerrero.

## Equipos participantes
| Liga Mexicana de Béisbol 1982 |          |                              |           |                                |                            |           |
| Zona                          | División | Equipo                       | Fundación | Ciudad                         | Estadio                    | Capacidad |
| Norte                         | Este     | Broncos de Reynosa           | 1963      | Reynosa, Tamaulipas            | Adolfo López Mateos        | 10,000    |
| Norte                         | Este     | Rieleros de Aguascalientes   | 1975      | Aguascalientes, Aguascalientes | Alberto Romo Chávez        | 6,494     |
| Norte                         | Este     | Sultanes de Monterrey        | 1939      | Monterrey, Nuevo León          | Cuauhtémoc y Famosa        | 6,000     |
| Norte                         | Este     | Tecolotes de Nuevo Laredo    | 1940      | Nuevo Laredo, Tamaulipas       | La Junta                   | 7,800     |
| Norte                         | Oeste    | Astros de Monclova           | 1974      | Monclova, Coahuila             | Monclova                   | 8,500     |
| Norte                         | Oeste    | Dorados de Chihuahua         | 1936      | Chihuahua, Chihuahua           | Manuel L. Almanza          | 8,000     |
| Norte                         | Oeste    | Indios de Ciudad Juárez      | 1936      | Ciudad Juárez, Chihuahua       | Cruz Blanca                | 5,000     |
| Norte                         | Oeste    | Saraperos de Saltillo        | 1970      | Saltillo, Coahuila             | Francisco I. Madero        | 16,000    |
| Sur                           | Este     | Diablos Rojos del México     | 1940      | México, D. F.                  | Seguro Social              | 25,000    |
| Sur                           | Este     | Leones de Yucatán            | 1954      | Mérida, Yucatán                | Kukulcán                   | 14,917    |
| Sur                           | Este     | Petroleros de Poza Rica      | 1958      | Poza Rica, Veracruz            | Heriberto Jara Corona      | 10,000    |
| Sur                           | Este     | Piratas de Campeche          | 1980      | Campeche, Campeche             | Venustiano Carranza        | 6,000     |
| Sur                           | Oeste    | Azules de Coatzacoalcos      | 1979      | Coatzacoalcos, Veracruz        | "Presidente Miguel Alemán" | 4,000     |
| Sur                           | Oeste    | Plataneros de Tabasco        | 1975      | Villahermosa, Tabasco          | Centenario 27 de Febrero   | 8,500     |
| Sur                           | Oeste    | Rojos del Águila de Veracruz | 1903      | Veracruz, Veracruz             | Deportivo Veracruzano      | 12,000    |
| Sur                           | Oeste    | Tigres Capitalinos           | 1955      | México, D. F.                  | Seguro Social              | 25,000    |

## Posiciones
| Zona Norte     | Zona Norte    | Zona Norte    | Zona Norte    | Zona Norte    |
| División Este  | División Este | División Este | División Este | División Este |
| Equipo         | JG            | JP            | PCT           | JV            |
| -------------- | ------------- | ------------- | ------------- | ------------- |
| Nuevo Laredo   | 78            | 53            | .595          | -             |
| Reynosa        | 70            | 61            | .534          | 8.0           |
| Aguascalientes | 66            | 63            | .512          | 11.0          |
| Monterrey      | 48            | 81            | .372          | 29.0          |
| División Oeste |               |               |               |               |
| Equipo         | JG            | JP            | PCT           | JV            |
| Ciudad Juárez  | 73            | 55            | .570          | -             |
| Saltillo       | 70            | 58            | .547          | 3.0           |
| Monclova       | 62            | 68            | .477          | 12.0          |
| Chihuahua      | 43            | 87            | .331          | 31.0          |

| Zona Sur       | Zona Sur      | Zona Sur      | Zona Sur      | Zona Sur      |
| División Este  | División Este | División Este | División Este | División Este |
| Equipo         | JG            | JP            | PCT           | JV            |
| -------------- | ------------- | ------------- | ------------- | ------------- |
| Poza Rica      | 81            | 49            | .623          | -             |
| Yucatán        | 72            | 56            | .563          | 8.0           |
| México         | 69            | 61            | .531          | 12.0          |
| Campeche       | 55            | 70            | .440          | 23.5          |
| División Oeste |               |               |               |               |
| Equipo         | JG            | JP            | PCT           | JV            |
| Coatzacoalcos  | 73            | 54            | .575          | -             |
| Tigres         | 65            | 63            | .508          | 8.5           |
| Águila         | 59            | 69            | .461          | 14.5          |
| Tabasco        | 46            | 82            | .359          | 27.5          |

| Clasificado a los playoffs |

## Juego de Estrellas
El Juego de Estrellas de la LMB se realizó el 14 de junio en el Estadio Kukulcán en Mérida, Yucatán. La Zona Norte se impuso a la Sur 4 carreras a 3. Andrés Mora de los Saraperos de Saltillo fue elegido el Jugador Más Valioso del partido.

## Play-offs
|  | Primer Play off | Primer Play off |               |   | Finales de zona | Finales de zona |  |  | Serie Final | Serie Final |
|  |                 |                 |               |   |                 |                 |  |  |             |             |
|  |                 |                 |               |   |                 |                 |  |  |             |             |
|  |                 |                 |               |   |                 |                 |  |  |             |             |
|  |                 |                 |               |   |                 |                 |  |  |             |             |
|  | Saltillo        | 4               |               |   |                 |                 |  |  |             |             |
|  | Saltillo        | 4               |               |   |                 |                 |  |  |             |             |
|  | Nuevo Laredo    | 1               |               |   |                 |                 |  |  |             |             |
|  | Nuevo Laredo    | 1               | Saltillo      | 0 |                 |                 |  |  |             |             |
|  | Zona Norte      |                 | Saltillo      | 0 |                 |                 |  |  |             |             |
|  |                 | Ciudad Juárez   | 4             |   |                 |                 |  |  |             |             |
|  | Reynosa         | Ciudad Juárez   | 4             | 1 |                 |                 |  |  |             |             |
|  | Reynosa         |                 |               | 1 |                 |                 |  |  |             |             |
|  | Ciudad Juárez   | 4               |               |   |                 |                 |  |  |             |             |
|  | Ciudad Juárez   | 4               | Ciudad Juárez | 7 |                 |                 |  |  |             |             |
|  |                 |                 | Ciudad Juárez | 7 |                 |                 |  |  |             |             |
|  |                 | Tigres          | 2             |   |                 |                 |  |  |             |             |
|  | Tigres          | Tigres          | 2             | 4 |                 |                 |  |  |             |             |
|  | Tigres          |                 |               | 4 |                 |                 |  |  |             |             |
|  | Poza Rica       | 1               |               |   |                 |                 |  |  |             |             |
|  | Poza Rica       | 1               | Tigres        | 4 |                 |                 |  |  |             |             |
|  | Zona Sur        |                 | Tigres        | 4 |                 |                 |  |  |             |             |
|  |                 | Coatzacoalcos   | 2             |   |                 |                 |  |  |             |             |
|  | Yucatán         | Coatzacoalcos   | 2             | 1 |                 |                 |  |  |             |             |
|  | Yucatán         |                 |               | 1 |                 |                 |  |  |             |             |
|  | Coatzacoalcos   | 4               |               |   |                 |                 |  |  |             |             |
|  | Coatzacoalcos   | 4               |               |   |                 |                 |  |  |             |             |

## Designaciones
Se designaron como novatos del año a Matías Carrillo  de los Petroleros de Poza Rica y a Nelson Matus  de los Plataneros de Tabasco.

## Acontecimientos relevantes
- 6 de mayo: Herminio Domínguez de los Piratas de Campeche le lanza juego sin hit ni carrera de 9 entradas a los Tigres Capitalinos, en un partido disputado en Campeche, Campeche y que terminó con marcador de 2-0.[5]
- 3 de julio: Álvaro Soto de los Leones de Yucatán le lanza juego sin hit ni carrera de 7 entradas a los Rojos del Águila de Veracruz, en un partido disputado en Veracruz, Veracruz y que terminó con marcador de 2-0.
- 7 de julio: Jesse Jefferson de los Tecolotes de Nuevo Laredo le lanza juego sin hit ni carrera de 7 entradas a los Dorados de Chihuahua, en un partido disputado en Chihuahua, Chihuahua y que terminó con marcador de 9-0.
- 15 de julio: Jesús Hernáiz de los Azules de Coatzacoalcos le lanza juego sin hit ni carrera de 9 entradas a los Leones de Yucatán, en un partido disputado en Mérida, Yucatán y que terminó con marcador de 1-0.
- 18 de julio: Leonel García de los Tecolotes de Nuevo Laredo le lanza juego sin hit ni carrera de 7 entradas a los Broncos de Reynosa, en un partido disputado en Reynosa, Tamaulipas y que terminó con marcador de 5-0.